# 戈讷略
戈讷略（法語：Gonnelieu，法語發音：[ɡɔnəljø]）是法国上法蘭西大區北部省的一个市镇，属于康布雷区。

## 地理
戈讷略（50°3'28"N, 3°9'11"E）面积4.97 平方千米，位于法国上法蘭西大區北部省，该省份为法国最北部的省份及最长的省份，西北濒北海，西接加来海峡省，南至埃纳省和索姆省，东与比利时接壤。
与戈讷略接壤的市镇（或旧市镇、城区）包括：维莱普卢伊什、维莱吉兰、邦特、古佐库尔。

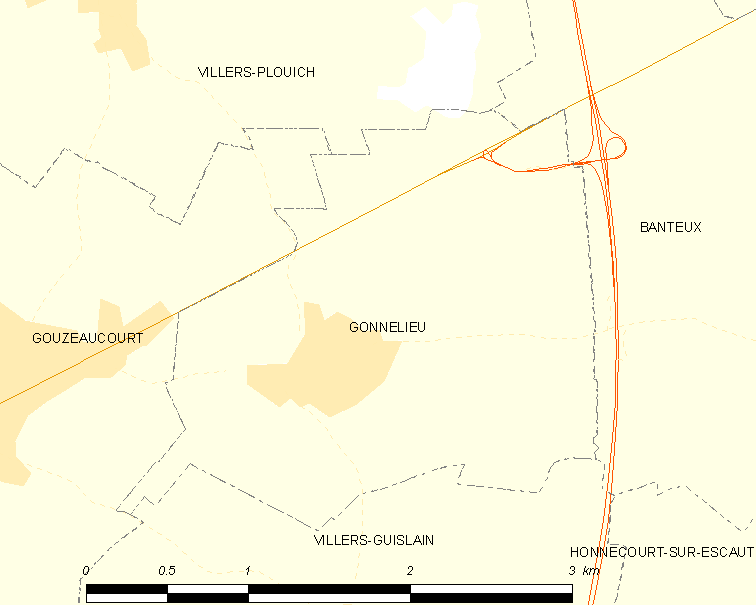
戈讷略的OSM定位图

戈讷略的时区为UTC+01:00、UTC+02:00（夏令时）。

## 行政
戈讷略的邮政编码为59231，INSEE市镇编码为59267。

## 政治
戈讷略所属的省级选区为勒卡托康布雷西县。

## 人口

1962-2008年间戈讷略人口变化图示

戈讷略于2022年1月1日时的人口数量为283人。